# Nebojša Stefanović
Nebojša Stefanović (en serbio: Небојша Стефановић, pronunciado [nɛ̌bɔːjʃa stɛfǎːnɔʋitɕ] ; nacido 20 de noviembre de 1976) es un político serbio. Ha servido como Ministro de Defensa desde 2020 y Primer Ministro Diputado desde 2016. Es el presidenta de la Junta de Belgrado del Partido Progresista Serbio.
Su pasado tenure incluyó el presidente de la Asamblea Nacional de Serbia desde julio de 2012 hasta abril de 2014.
Sirvió como el Ministro del Interior de la República de Serbia en el periodo de abril de 2014 a octubre de 2020.
Empiece su carrera política en el Partido Radical Serbio (SRS), mientras en 2008,  fue uno de los fundadores del Partido Progresivo serbio (SNS). Stefanović tiene un discutido PhD en economía, el cual causó controversia.